# Coringasuchus
Coringasuchus je rodem vyhynulého krokodylomorfa, pravděpodobně notosuchiana. Tento rod je znám z objevů fosilní lebky svrchnokřídového stáří (stupeň cenoman) na území severovýchodní Brazílie. Typový druh C. anisodontis byl popsán paleontologem A. W. A. Kellerem a kolegy v roce 2009.